# FK Poprad
Futbalový Klub Poprad w skrócie FK Poprad – słowacki klub piłkarski, grający w trzeciej lidze słowackiej, mający siedzibę w mieście Poprad.

## Historia
Klub został założony w 1906 roku. W sezonie 2013/2014 klub wywalczył swój historyczny awans do drugiej ligi słowackiej.

## Historyczne nazwy
- 1906 – Sport Egylet
- 1909 – Matejovský atletický klub (MAC)
- 1939 – Slovenský atletický klub – SAC
- 1945 – ŠK SSM
- 1951 – Spartak Poprad
- 1974 – TJ Tatramat Poprad
- 1975 – TJ Vagónka Poprad
- 2001 – fuzja z PFC Poprad, w wyniku czego powstał 1. PFC Tatramat
- 2004 – 1. PFC Poprad
- 2005 – fuzja z FC Tatran Poprad-Veľká, w wyniku czego powstał MFK Poprad
- 2008 – FK Aquacity Poprad
- 2010 – FK Poprad

## Stadion
Domowe mecze klub rozgrywa na stadionie NTC Poprad, położonym w mieście Poprad. Stadion może pomieścić 7000 widzów.